# Staré Buky
Staré Buky là một làng thuộc huyện Trutnov, vùng Královéhradecký, Cộng hòa Séc.